# Ministère de la Reconstruction du Reich
Le ministère de la Reconstruction du Reich (en allemand : Reichsministerium für Wiederaufbau) est un ministère créé en 1919, au début de la république de Weimar. Il est supprimé fin 1923.

## Ministres
| Nom              | Entrée en fonction | Fin              | Parti       |
| ---------------- | ------------------ | ---------------- | ----------- |
| Otto Geßler      | 25 octobre 1919    | 27 mars 1920     | DDP         |
| Walther Rathenau | 30 mai 1920        | 25 octobre 1921  | DDP         |
| Heinrich Albert  | 22 novembre 1922   | 29 mars 1923     | Indépendant |
| Robert Schmidt   | 29 mars 1923       | 30 novembre 1923 | SPD         |